# Norman Hall
Norman Hall (* 17. November 1829 im Lycoming County, Pennsylvania; † 29. September 1917 in Sharon, Pennsylvania) war ein US-amerikanischer Politiker. Zwischen 1887 und 1889 vertrat er den Bundesstaat Pennsylvania im US-Repräsentantenhaus.

## Werdegang
Norman Hall besuchte bis 1847 das Dickinson College in Carlisle. Danach arbeitete er in der Eisenindustrie. Politisch schloss er sich der Demokratischen Partei an. Bei den Kongresswahlen des Jahres 1886 wurde er im 26. Wahlbezirk von Pennsylvania in das US-Repräsentantenhaus in Washington, D.C. gewählt, wo er am 4. März 1887 die Nachfolge des Republikaners George Washington Fleeger antrat.
Bis zum 3. März 1889 konnte Hall eine Legislaturperiode im Kongress absolvieren. Nach seiner Zeit im US-Repräsentantenhaus arbeitete er für einige Zeit im Bankgewerbe. Dann zog er sich in den Ruhestand zurück. Er starb am 29. September 1917 in Sharon.